# Chokusaisha
Chokusaisha (勅祭社?) es un santuario sintoísta donde un enviado imperial denominado Chokushi (勅使?) realiza rituales. Su nombre formal es Chokushi sankō no jinja (勅使参向の神社?   «santuarios a los que asiste el enviado imperial»).

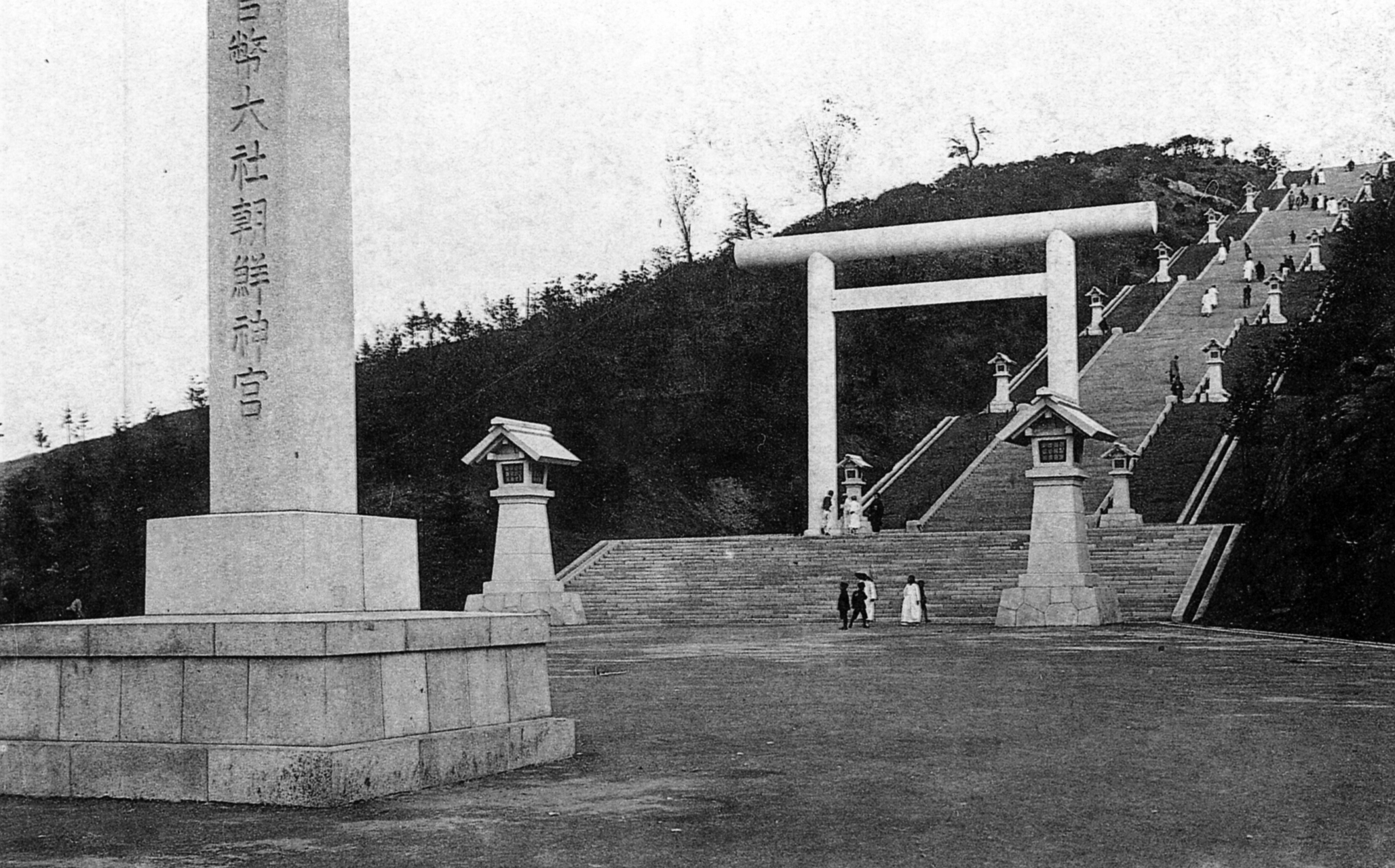
Entrada al santuario

Los santuarios con este estatus existían desde tiempos antiguos y fueron tipificados durante la era Heian bajo un sistema de veintidós santuarios. Existen santuarios chokusaisha designados en tiempos modernos, como el Santuario Hikawa en Ōmiya, Saitama (designado en 1868). En 1883 finalmente se redefinió el sistema con diecisiete santuarios donde recibirían enviados del emperador. Uno de ellos, el Santuario Chōsen (Chōsen Jingū), se ubicaba en Seúl y tras la derrota japonesa en la Segunda Guerra Mundial, fue desmantelado por los coreanos en 1947.
El tiempo de visita de cada enviado depende de cada santuario: en los santuarios de Usa y Kashii-gū, las visitas se hacen cada 10 años; en los de Kashima y Katori, reciben visita cada seis años; mientras que en Kasukuni recibe ofrendas cada dos veces al año.

## Lista de santuarios
La siguiente tabla muestra los dieciséis santuarios designados como chokusaisha.
| Nombre                                | Nombre                                | Localización        |
| ------------------------------------- | ------------------------------------- | ------------------- |
| Kamo-jinja (賀茂神社)                 | Kamowakeikazuchi-jinja (賀茂別雷神社) | Kita-ku, Kioto      |
| Kamo-jinja (賀茂神社)                 | Kamomioya-jinja (賀茂御祖神社)        | Sakyō-ku, Kioto     |
| Iwashimizu Hachiman-gū (石清水八幡宮) | Iwashimizu Hachiman-gū (石清水八幡宮) | Yawata, Kioto       |
| Kasuga-taisha (春日大社)              | Kasuga-taisha (春日大社)              | Nara, Nara          |
| Atsuta-jingū (熱田神宮)               | Atsuta-jingū (熱田神宮)               | Atsuta-ku, Nagoya   |
| Izumo-taisha (出雲大社)               | Izumo-taisha (出雲大社)               | Izumo, Shimane      |
| Hikawa-jinja (氷川神社)               | Hikawa-jinja (氷川神社)               | Ōmiya-ku, Saitama   |
| Kashima-jingū (鹿島神宮)              | Kashima-jingū (鹿島神宮)              | Kashima, Ibaraki    |
| Katori-jingū (香取神宮)               | Katori-jingū (香取神宮)               | Katori, Chiba       |
| Kashihara-jingū (橿原神宮)            | Kashihara-jingū (橿原神宮)            | Kashihara, Nara     |
| Ōmi-jingū (近江神宮)                  | Ōmi-jingū (近江神宮)                  | Ōtsu, Shiga         |
| Heian-jingū (平安神宮)                | Heian-jingū (平安神宮)                | Sakyō-ku, Kioto     |
| Meiji-jingū (明治神宮)                | Meiji-jingū (明治神宮)                | Shibuya-ku, Tokio   |
| Yasukuni-jinja (靖国神社)             | Yasukuni-jinja (靖国神社)             | Chiyoda-ku, Tokio   |
| Usa-jingū (宇佐神宮)                  | Usa-jingū (宇佐神宮)                  | Usa, Oita           |
| Kashii-gū (香椎宮)                    | Kashii-gū (香椎宮)                    | Higashi-ku, Fukuoka |